# Comuna Teregova, Caraș-Severin
Teregova (în germană Terregowa/Terregova, în maghiară Teregová) este o comună în județul Caraș-Severin, Banat, România, formată din satele Rusca și Teregova (reședința).

## Istoric

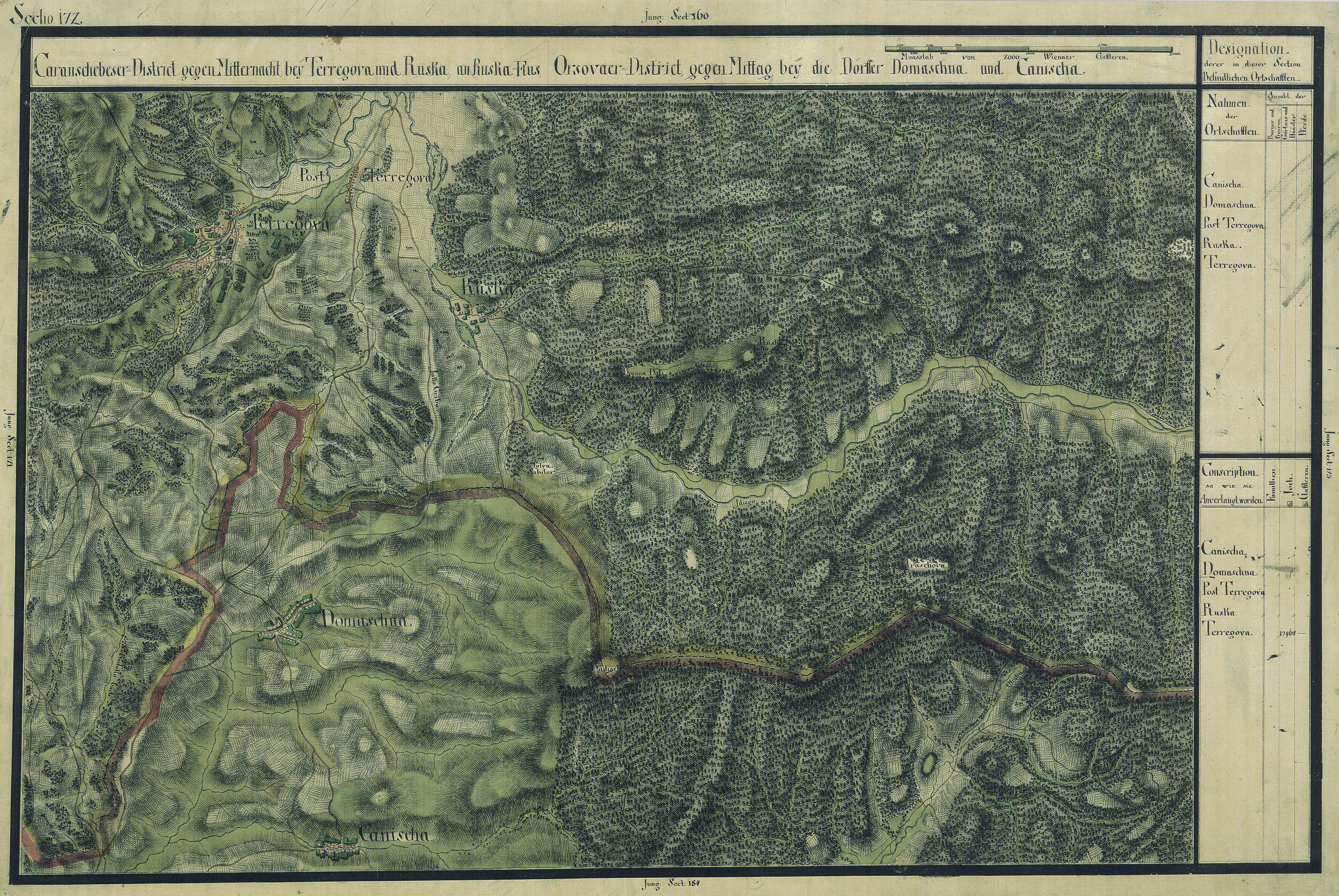
Teregova în Harta Iosefină a Banatului, 1769-72

Castrul roman Ad Pannonios (situat la cca 2 km de Teregova, pe locul numit "Coveiul lui Iocșa”), prezintă o imagine despre nivelul de dezvoltare a civilizatiei din sec. II-III d.C. Urmele castrului se disting la suprafață mai ales pe latura sa de vest, dar și pe latura de sud. Aici staționa un detașament de trupe auxiliare, a cărui existență a fost confirmată de mulțimea de cărămizi romane provenite din construcția castrului și scoase la iveală în urma săpăturilor agricole. Mare parte din ziduri au fost demantelate, pentru a fi folosite la alte construcții din zonă. De pildă, biserica din satul alăturat Cănicea, este pavată cu cărămizi de 36 x 26 cm, printre care unele poartă simbolul Legiunii a XIII-a Gemina. Nu este exclus ca și în zidurile acestei biserici să se găseasca astfel de cărămizi luate din ruinele fostului castru roman Ad Pannonios, aflat la o distanță de doar 3,5 km.

## Demografie
Componența etnică a comunei Teregova
     Români (94,11%)
     Alte etnii (0,44%)
     Necunoscută (5,46%)
Componența confesională a comunei Teregova
     Ortodocși (91,32%)
     Baptiști (2,44%)
     Alte religii (0,75%)
     Necunoscută (5,48%)
Conform recensământului efectuat în 2021, populația comunei Teregova se ridică la 3.446 de locuitori, în scădere față de recensământul anterior din 2011, când fuseseră înregistrați 3.981 de locuitori. Majoritatea locuitorilor sunt români (94,11%), iar pentru 5,46% nu se cunoaște apartenența etnică. Din punct de vedere confesional, majoritatea locuitorilor sunt ortodocși (91,32%), cu o minoritate de baptiști (2,44%), iar pentru 5,48% nu se cunoaște apartenența confesională.

## Politică și administrație
Comuna Teregova este administrată de un primar și un consiliu local compus din 13 consilieri. Primarul, Maria Damian[*], de la Partidul Social Democrat, este în funcție din 2016. Începând cu alegerile locale din 2024, consiliul local are următoarea componență pe partide politice:
|  | Partid                          | Consilieri | Componența Consiliului | Componența Consiliului | Componența Consiliului | Componența Consiliului | Componența Consiliului | Componența Consiliului | Componența Consiliului | Componența Consiliului |
|  | ------------------------------- | ---------- | ---------------------- | ---------------------- | ---------------------- | ---------------------- | ---------------------- | ---------------------- | ---------------------- | ---------------------- |
|  | Partidul Social Democrat        | 8          |                        |                        |                        |                        |                        |                        |                        |                        |
|  | Partidul Național Liberal       | 3          |                        |                        |                        |                        |                        |                        |                        |                        |
|  | Alianța pentru Unirea Românilor | 1          |                        |                        |                        |                        |                        |                        |                        |                        |
|  | Partidul Puterii Umaniste       | 1          |                        |                        |                        |                        |                        |                        |                        |                        |

## Personalități
- Sorin Comoroșan (n. 1927), biochimist, fizician, membru de onoare al Academiei Române.
- Traian Grozăvescu, cântăreț de operă.
- Valeria Berzescu (1933 - 2022), cântăreață de muzică populară din Banat
- Ion Stepanescu, prof. univ. dr. in filosofie, Universitatea București.
- Gheorghe Stepanescu, prof. univ. dr. Institutul de Mine Petroșani.
- Victor-Valeriu Patriciu, prof. univ. dr. in calculatoare, Academia Tehnică Militară din București.
- Dumitru Stoicănescu (n. 1958), interpret de muzică populară din Banat

## Imagini

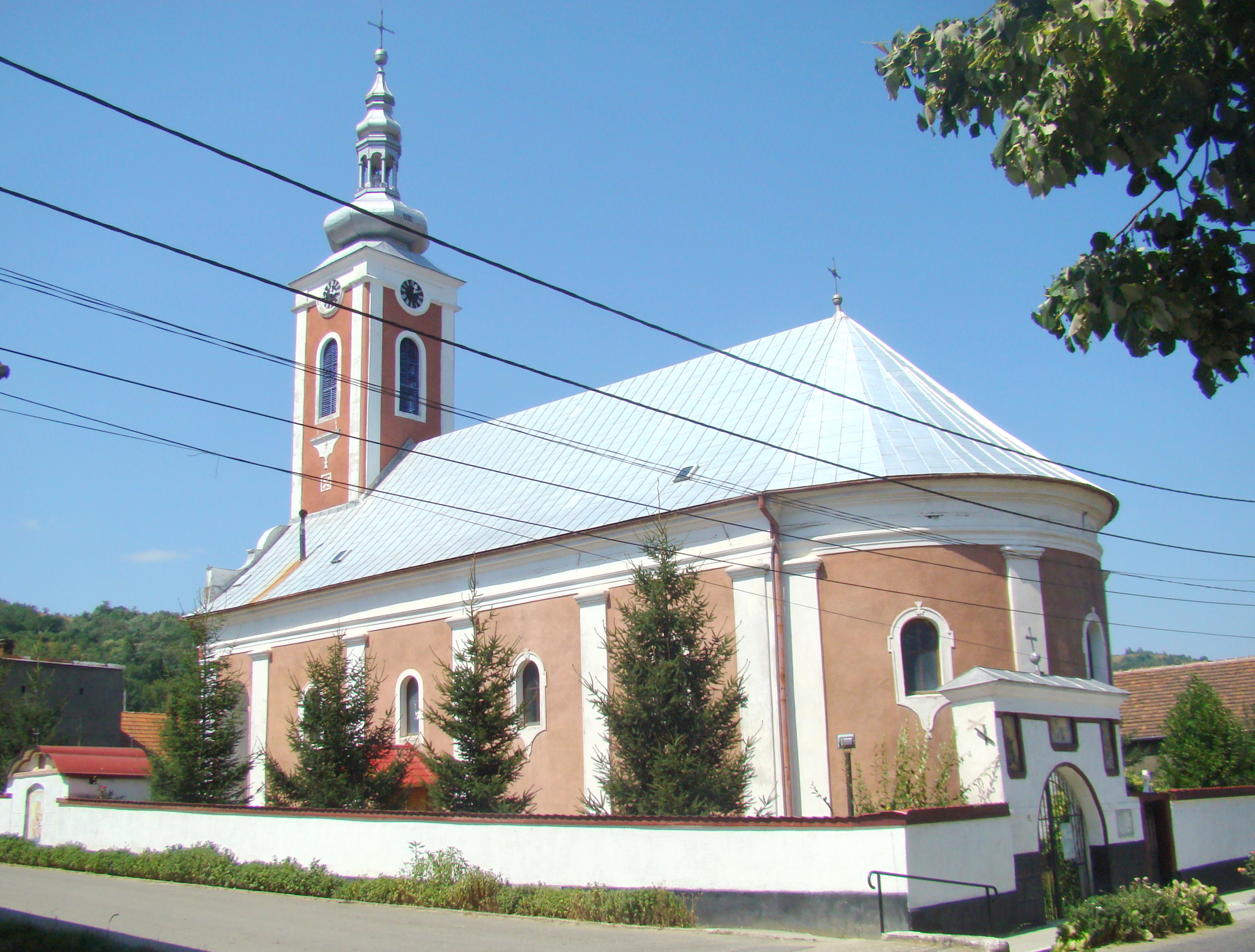
Biserica „Sfântul Dumitru” (monument istoric) 1784
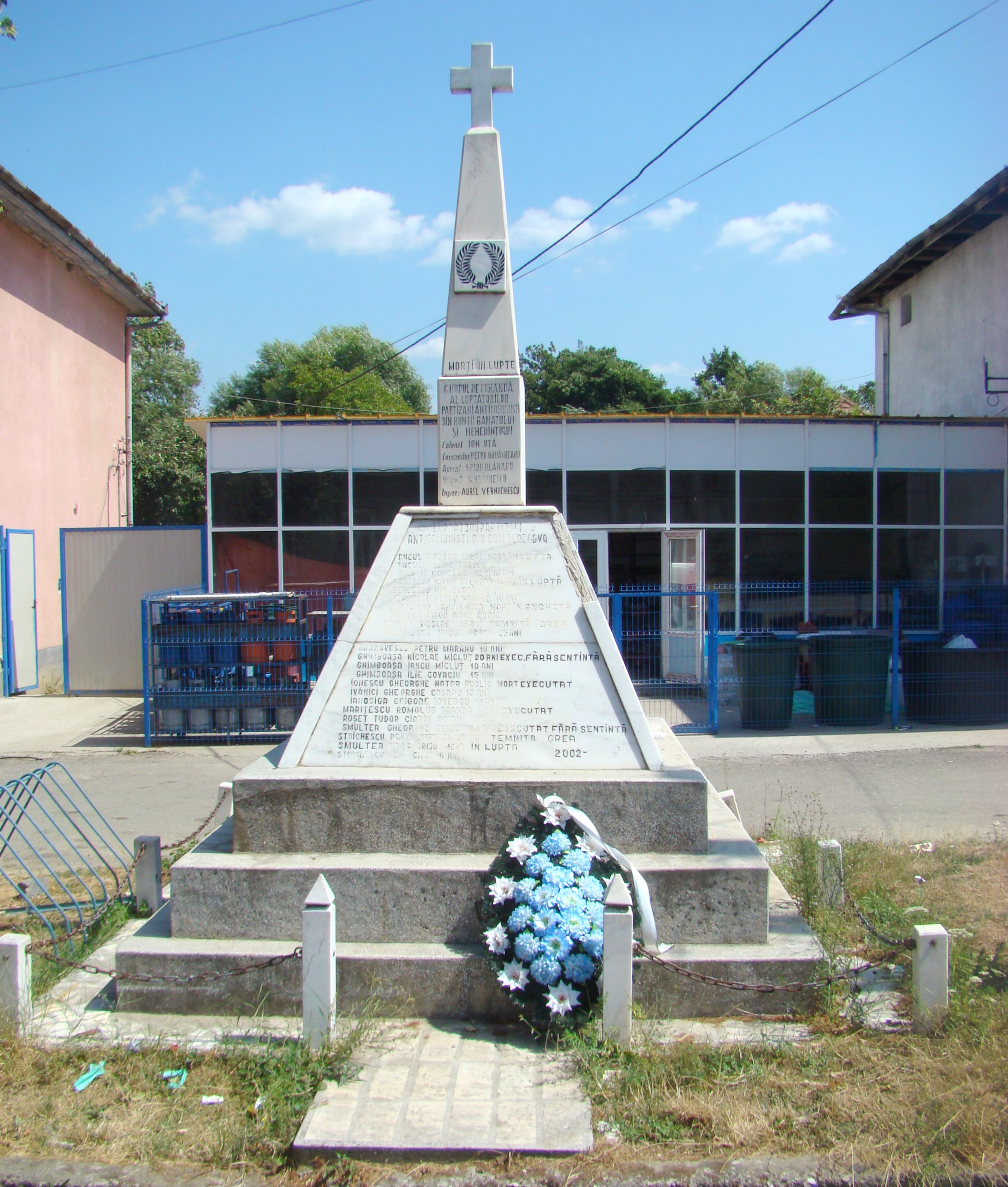
Monumentul ce comemorează partizanii anticomuniști români din Munții Banatului și Mehedințiului
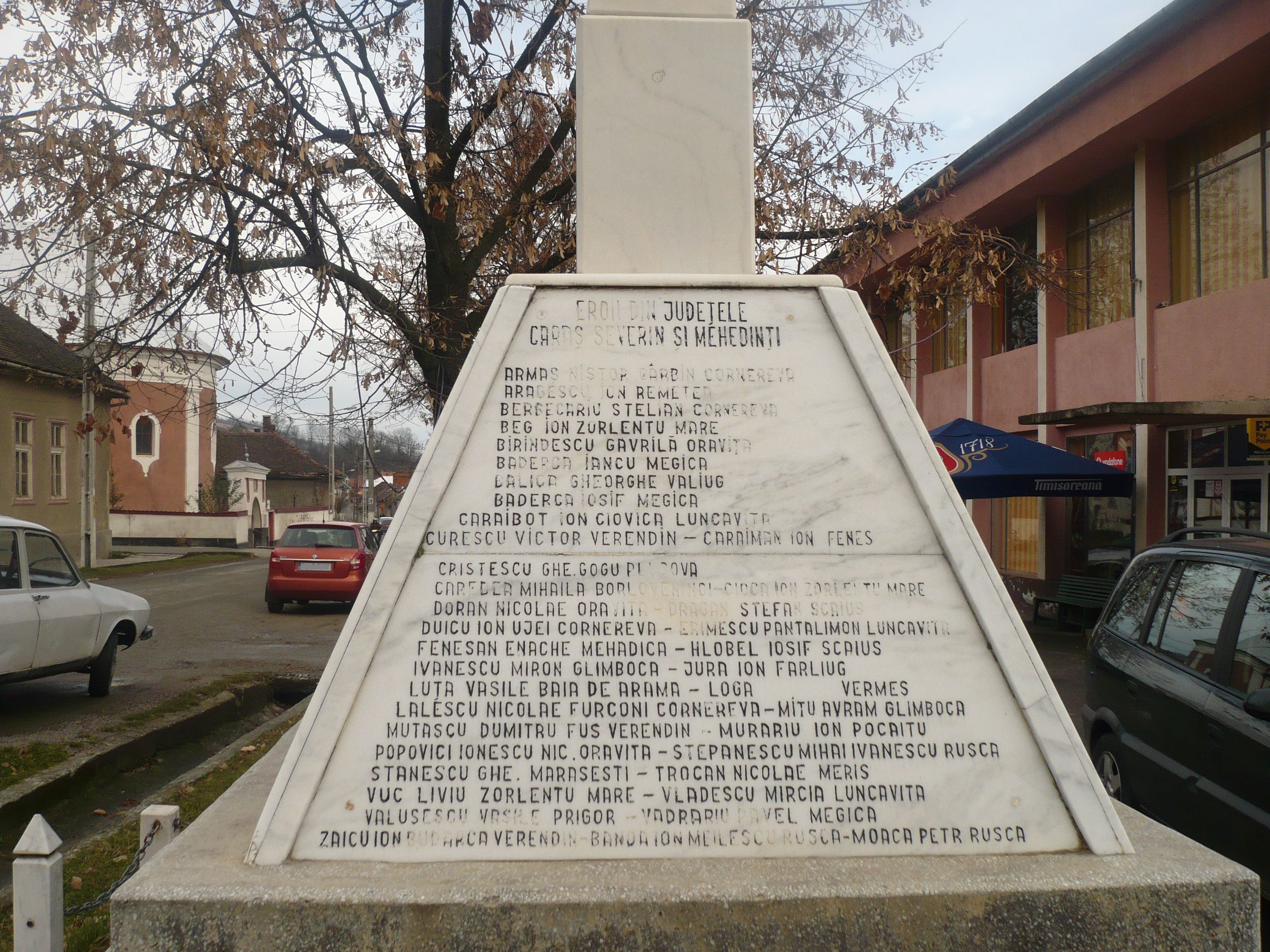
Monumentul ce comemorează partizanii anticomuniști români din Munții Banatului și Mehedințiului
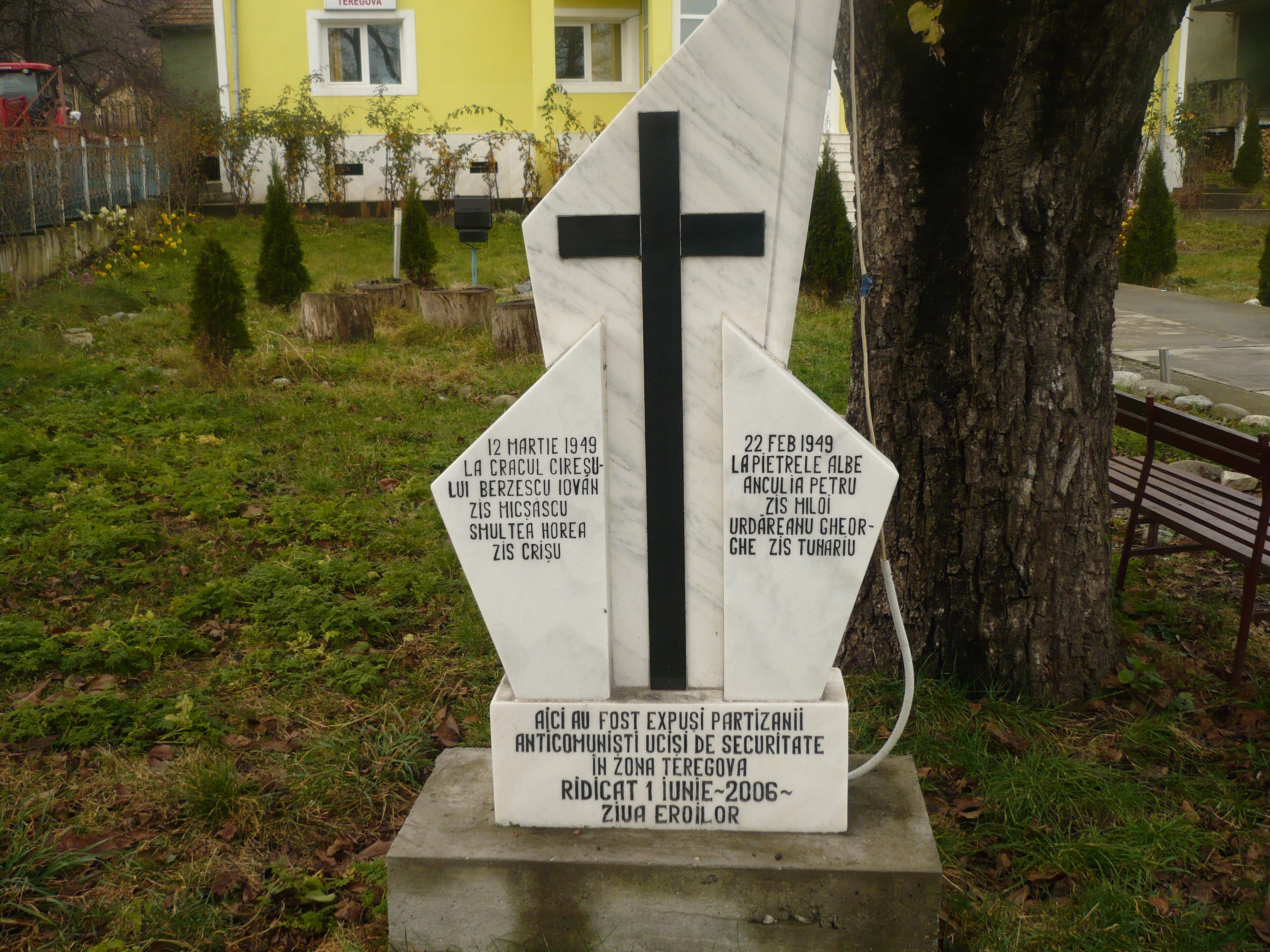
Monumentul ce comemorează partizanii anticomuniști români din Munții Banatului și Mehedințiului
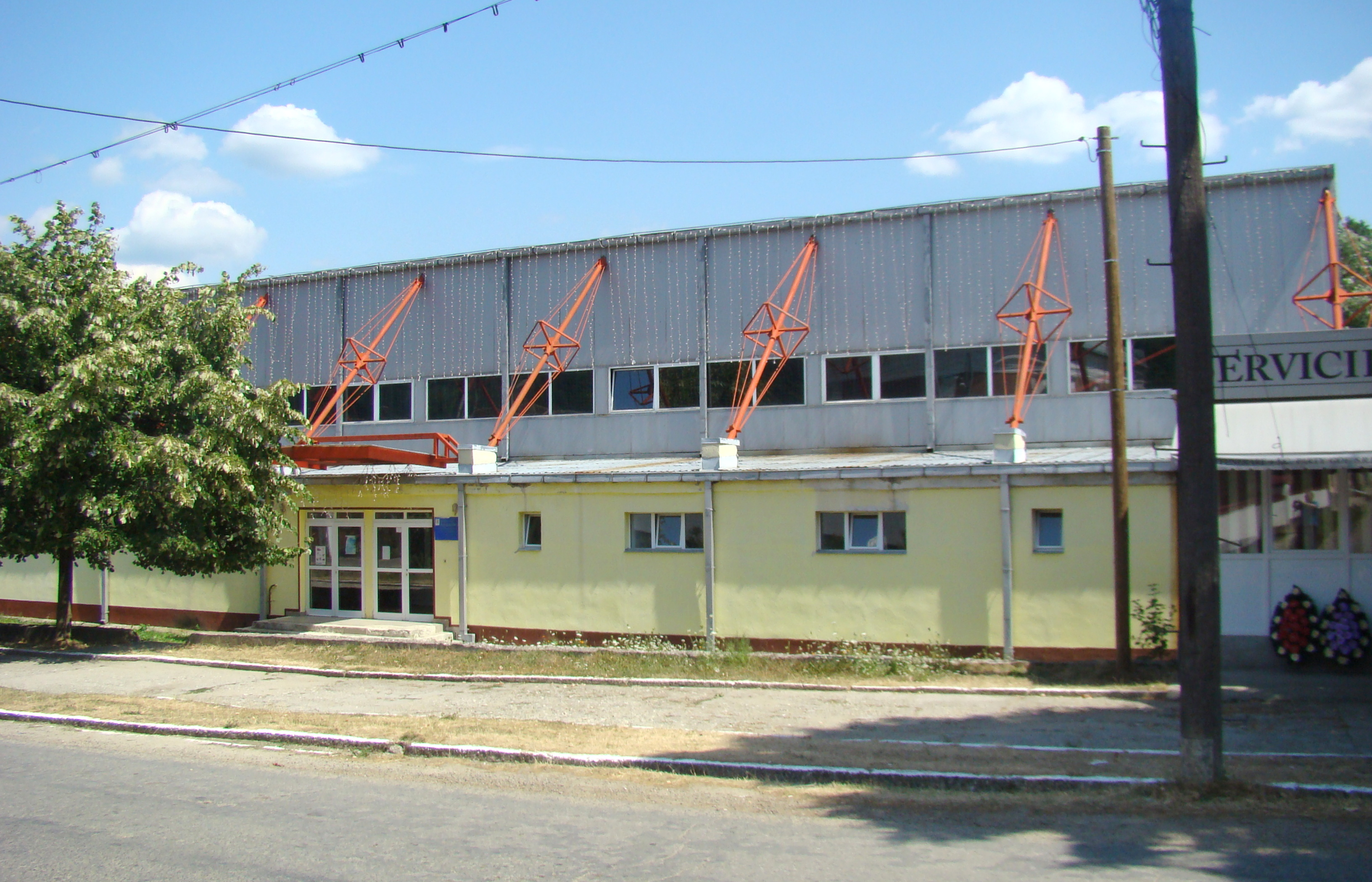
Sala de sport
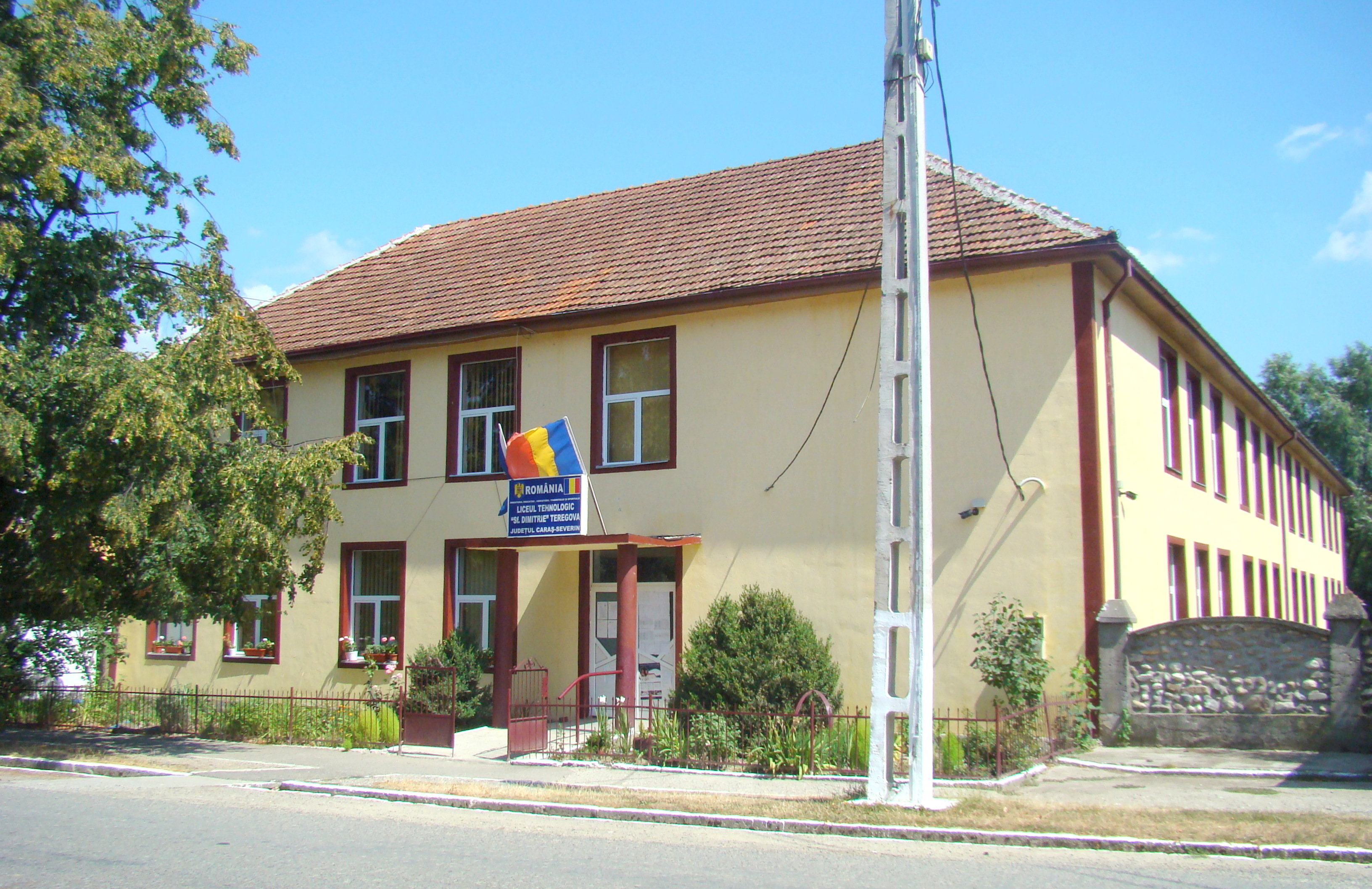
Liceul tehnologic „Sfântul Dimitrie”
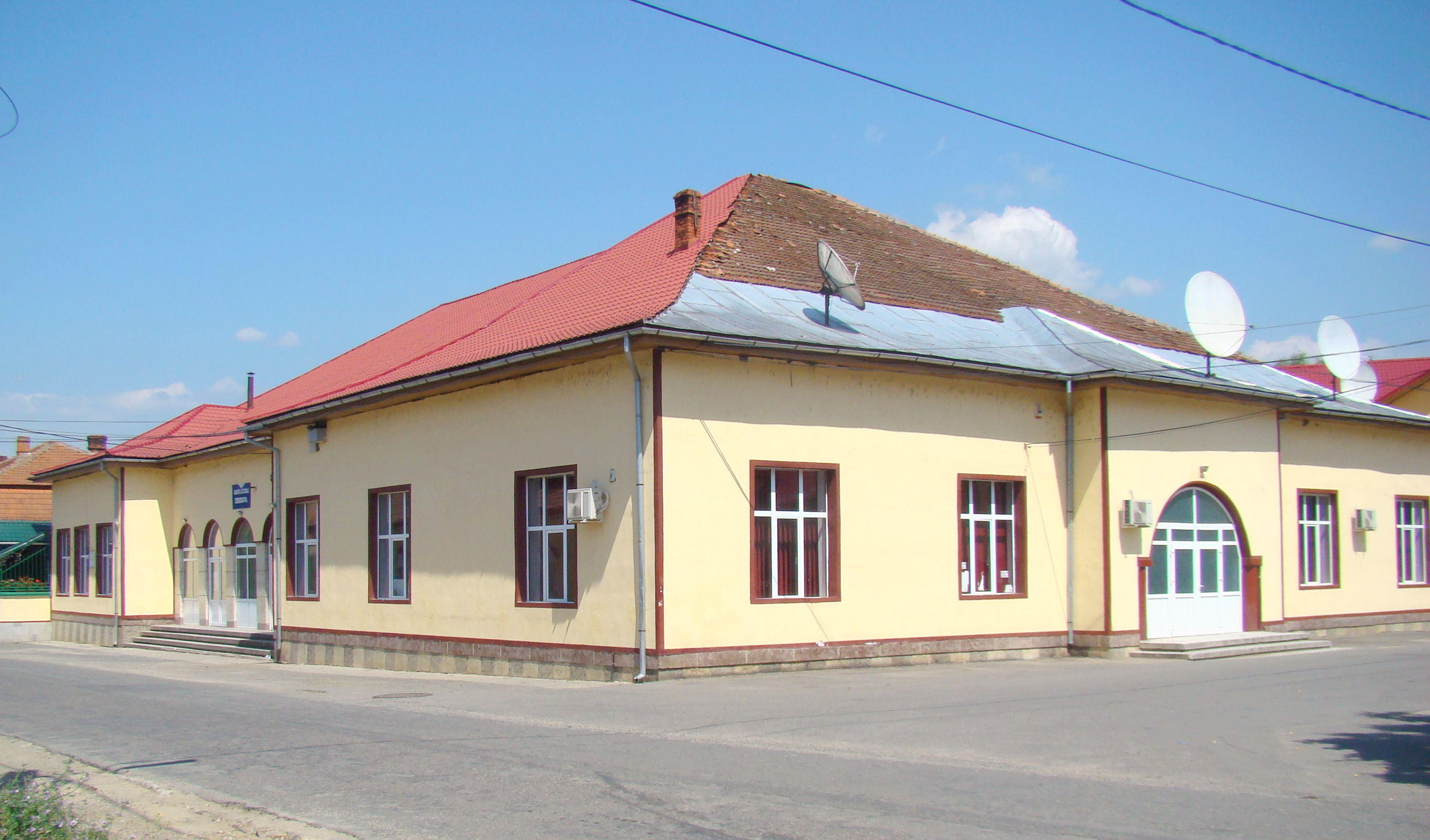
Câminul cultural
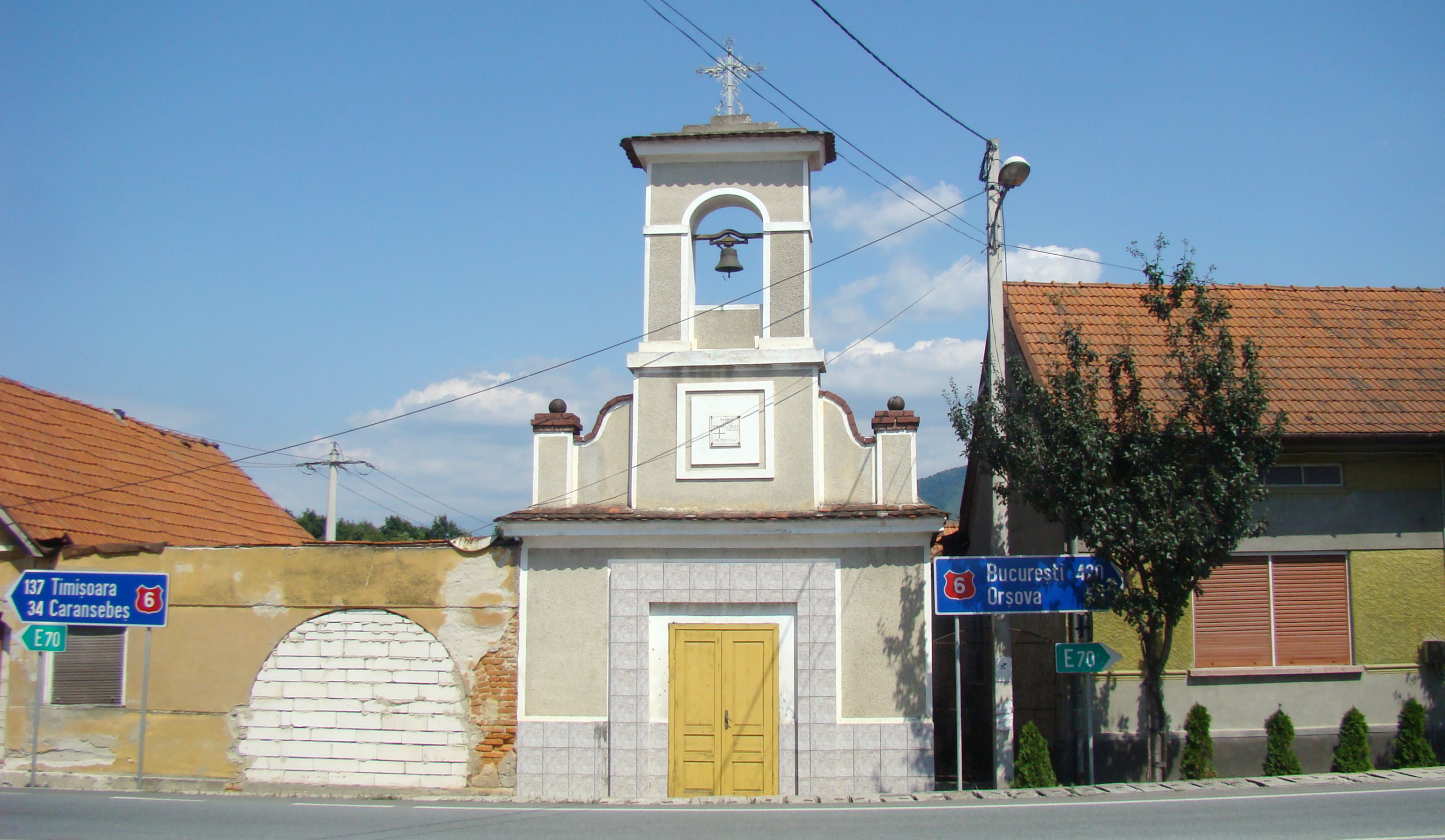
Biserica romano–catolică „Sf. Maria” (1847)
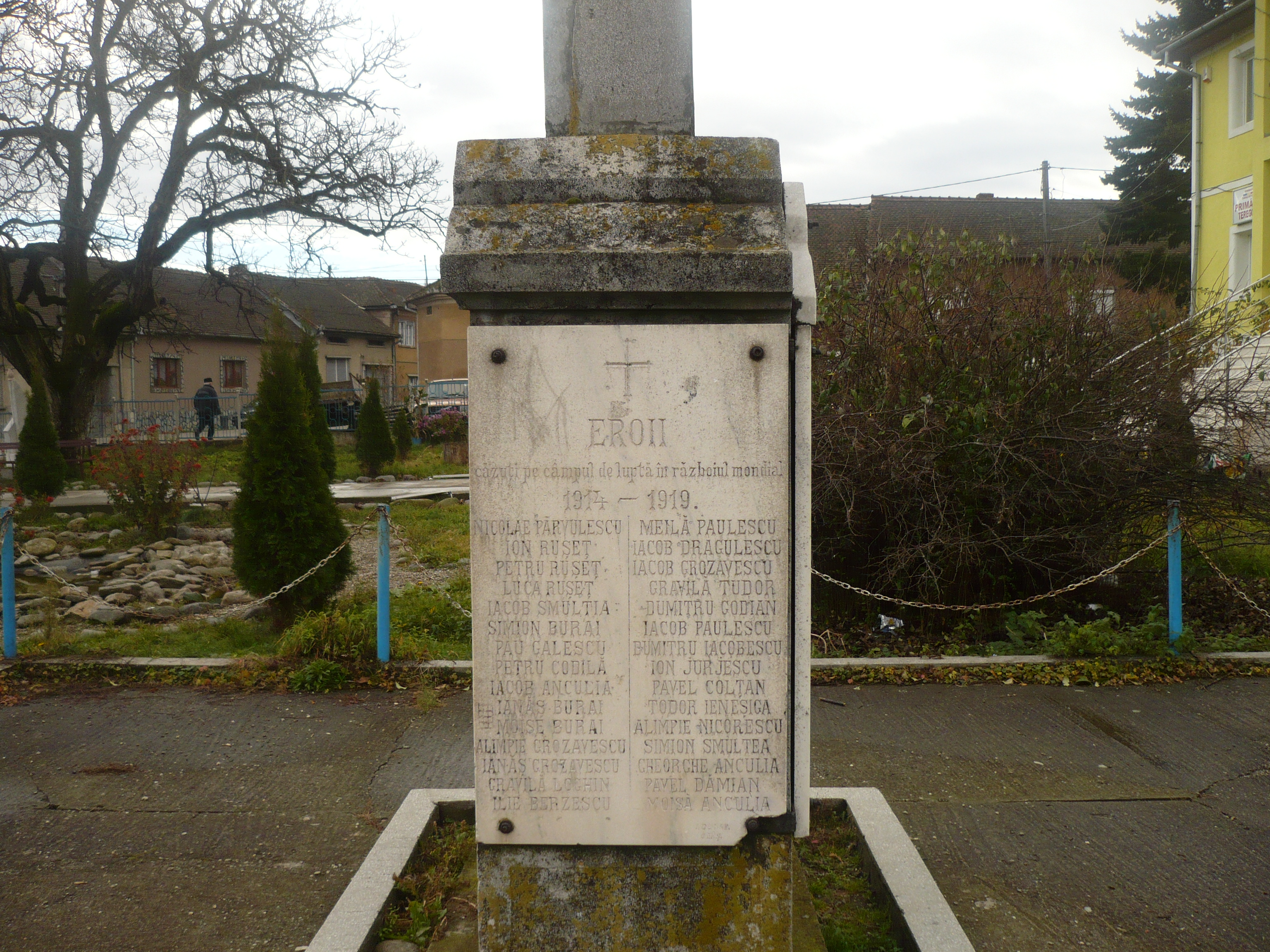
Monumentul ridicat în onoarea eroilor căzuți în cele două războaie mondiale
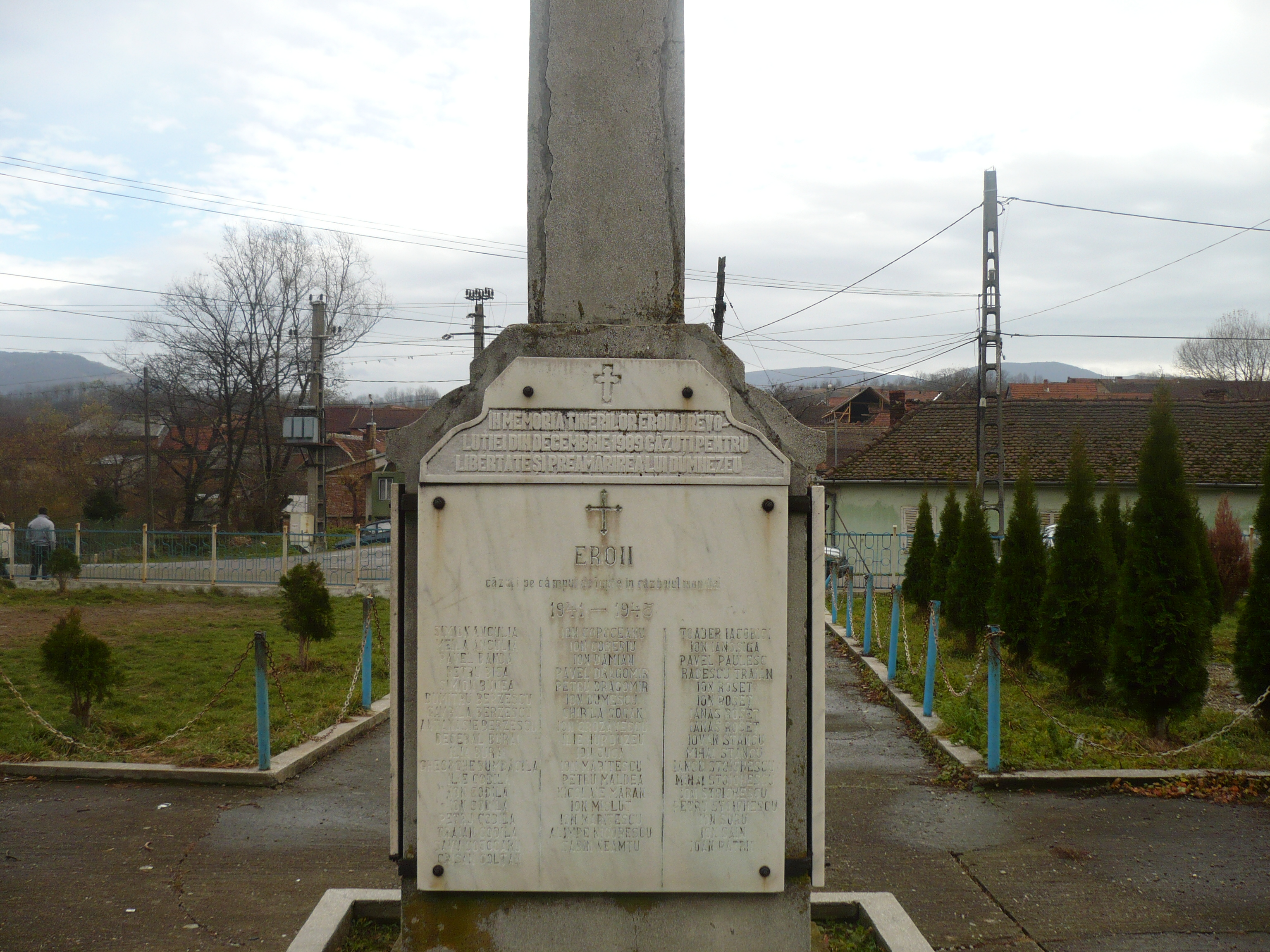
Monumentul ridicat în onoarea eroilor căzuți în cele două războaie mondiale